# Des gens très bien (film)
Pour les articles homonymes, voir Nice People (homonymie).
Pour plus de détails, voir Fiche technique et Distribution.
Des gens très bien (Nice People) est un film dramatique muet américain de 1922 réalisé par William C. deMille et mettant en vedettes Wallace Reid et Bebe Daniels.
Le film est basé sur la pièce du même nom de Rachel Crothers créée en 1921 à Broadway avec les comédiens Tallulah Bankhead, Francine Larrimore et Katharine Cornell. Le film est considéré comme perdu.

## Fiche technique
- Réalisation : William C. de Mille
- Scénario : Clara Beranger, Rachel Crothers
- Producteur : Adolph Zukor
- Photographie : L. Guy Wilky
- Production : Famous Players-Lasky
- Durée : 70 minutes (7 bobines)[1]
- Date de sortie : 3 septembre 1922

## Distribution
- Wallace Reid : Captain Billy Wade
- Bebe Daniels : Theodora Gloucester (joué par Francine Larrimore à Broadway)
- Conrad Nagel : Scotty White
- Julia Faye : Hallie Livingston (joué par Tallulah Bankhead à Broadway)
- Claire McDowell : Margaret Rainsford
- Edward Martindel : Hubert Gloucester
- Eve Southern : Eileen Baxter-Jones (joué par Katharine Cornell à Broadway)
- Bertram Johns : Trevor Leeds
- William Boyd : Oliver Comstock
- Ethel Wales : Mrs. Heyfer

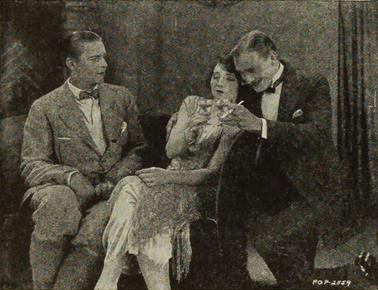
Conrad Nagel, Bebe Daniels, Wallace Reid dans Des gens très bien
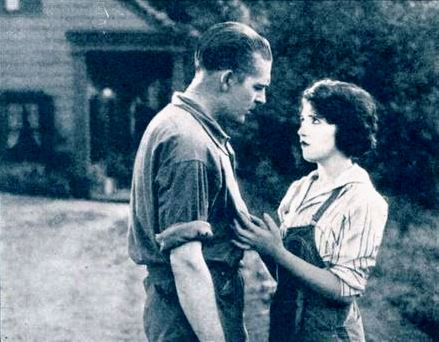
Wallace Reid et Bebe Daniels.